# Смілянська міська територіальна громада
Сміля́нська міська громада — територіальна громада в Україні, в Черкаської області. Адміністративний центр — місто Сміла.
Населення громади становить 66 972 особи (2020).
Утворена 17 липня 2020 року постановою Верховної Ради України № 807-IX. Перші вибори відбулись 25 жовтня 2020 року.

## Склад
До складу громади входять:
| Населений пункт   | Населення, осіб (1989) | Населення, осіб (2001) |
| ----------------- | ---------------------- | ---------------------- |
| Ірдинівка, селище | 48                     | 39                     |
| Сміла, місто      | 77791                  | 68671                  |